# Сёок (приток Кочкора)
Сёок (Восточный Сёок, Восточный Суек; кирг. Сөөк) — река в Кыргызстане, течёт по территории Кочкорского и Жумгальского районов Нарынской области. Правая составляющая реки Кочкор.
Длина реки составляет 49 км. Площадь водосборного бассейна равняется 470 км². Среднегодовой расход воды — 5,9 м³/с. В бассейне реки 11 озер и 10 ледников.
Исток реки находится на склонах хребта Джумгалтау, около перевала Сёок. Почти на всём протяжении преобладающим направлением течения является юго-восток — восток. В среднем течении по руслу реки проходит граница Кочкорского и Жумгальского районов. Сливается с рекой Каракол на высоте 2189 м над уровнем моря, образуя реку Кочкор у села Мантыш.